# Літаючі козаки
Літаючі козаки (англ. Flying cossacks) — підрозділ Повітряних сил США.

## Історія
6 жовтня 1965 на авіабазі «Вебб» в Техасі відбулася видача дипломів 41 молодому старшині авіації США, класу 66-С, які протягом навчального періоду називали себе «літаючими козаками», а відмінністю у них був червоний тризуб на чорному тлі. Цієї честі ескадрилья удостоїлася в основному завдяки своєму командиру — капітану американських ВПС і члену Українського народного союзу Степану Н. Олеку (англ. Steven N. Olek). Він був справжнім асом. У В'єтнамі Олек пробув два терміни, виконав 552 бойових вильоти, одним з перших, будучи ще лейтенантом, брав участь у нальотах на Ханой та Хайфон.
Ескадрилья «Літаючі козаки» складалася переважно з українців, чиї сім'ї в різні часи емігрували з України, здебільшого з Галичини та Буковини. Але згідно з повідомленням самого Олека у газеті «The Ukrainian Weekly», він був єдиним українцем у цій групі.